# MacOS Big Sur
macOS Big Sur (версия 11) — семнадцатый основной релиз macOS, операционной системы Apple для компьютеров Macintosh. Он был анонсирован на Всемирной конференции разработчиков Apple (WWDC) 22 июня 2020 года и был выпущен для публики 12 ноября 2020 года.
Big Sur является преемником macOS Catalina (macOS 10.15). Выпуск Big Sur стал первым случаем увеличения основного номера версии операционной системы с момента выхода Mac OS X Public Beta в 2000 году. После шестнадцати различных версий macOS 10 («Mac OS X») macOS Big Sur была представлена как версия 11 в 2020 году, и каждая последующая версия также увеличивала основной номер версии, аналогично Classic Mac OS, iOS и другим текущим ОС Apple.
Впервые с момента выхода OS X Yosemite шестью годами ранее macOS Big Sur представляет собой переработанный пользовательский интерфейс. Он включает новые размытия для создания визуальной иерархии, а также делает значки более квадратными, а элементы пользовательского интерфейса более последовательными. Другие изменения включают в себя переработку механизма резервного копирования Time Machine, центра управления из iOS 7 и т. д. Это также первая версия macOS, поддерживающая компьютеры Mac с процессорами на базе ARM. Чтобы отметить переход, номер основной версии операционной системы был увеличен, впервые с 2001 года, с 10 до 11. Операционная система названа в честь прибрежного региона Биг-Сур на центральном побережье Калифорнии, продолжая тенденцию наименования местоположений Калифорнии, которая началась с OS X Mavericks.
macOS Big Sur — это финальная версия macOS, которая поддерживает компьютеры Mac с видеокартами Nvidia, в частности, 15-дюймовые модели MacBook Pro с двумя видеокартами конца 2013 года и середины 2014 года, поскольку ее преемница, macOS Monterey, прекращает поддержку этих моделей.

## Название и нумерация
По многолетней традиции название выбрано в честь района Биг-Сур, расположенного вблизи побережья Южной Калифорнии.
Предоставляя указание на то, как предварительная версия операционной системы могла рассматриваться внутри Apple во время цикла ее разработки, документация, сопровождающая первоначальный бета-релиз macOS Big Sur, ссылалась на ее версию как «10.16», а при обновлении с предыдущих версий macOS с помощью механизма обновления ПО до ранних бета-релизов упоминалась версия «10.16». Исключением из этого правила был Developer Transition Kit, который всегда сообщал версию системы как «11.0». macOS Big Sur начала сообщать версию системы как «11.0» на всех компьютерах Mac с третьего бета-релиза. macOS Big Sur получила версию 11, а не 10.16, из-за необходимости совместимости с разным программным обеспечением.
Если бы Big Sur была обозначена как 10.16, то с ней бы обрабатывались приложения, разработанные после Mojave, а если как 11.0, то как с Sierra и более ранними версиями. Было решено, что Big Sur будет возвращать номер версии 10.16 для приложений, разработанных с Xcode 11 и ранее, и 11.0 для приложений, портируемых на Xcode. Также есть предположение, что Apple не хотела, чтобы до презентации macOS Big Sur статистика указывала на работу браузеров под управлением macOS 11, поэтому начальные сборки были помечены как 10.16.

## Изменения и нововведения
- Кибербезопасность
- Новый дизайн пользовательского интерфейса.
- Поддержка процессоров на архитектуре ARM.
- Новый пункт управления, как в iOS и iPadOS.
- Поддержка приложений iOS и iPadOS (только на архитектуре ARM).
- Значительная переработка браузера Safari.

## Поддерживаемые компьютеры
В отличие от macOS Catalina, которая поддерживала все стандартные конфигурации Mac, поддерживаемые Mojave, Big Sur прекращает поддержку различных Mac, выпущенных в 2012 и начале 2013 года. Big Sur работает на следующих Mac:
- Модели Mac mini, выпущенные в конце 2014 года или позже;
- Модели iMac, выпущенные в середине 2014 года или позже;
- Модели MacBook, выпущенные в начале 2015 года или позже;
- Модели MacBook Air, выпущенные в середине 2013 года или позже;
- Модели MacBook Pro, выпущенные в конце 2013 года или позже;
- Все модели iMac Pro;
- Модели Mac Pro, выпущенные в середине 2013 года или позже;
- Developer Transition Kit.

Используя инструменты исправления (например, OpenCore Legacy), macOS 11 Big Sur можно установить на более старые компьютеры, которые официально не поддерживаются, например, iMac 2012 года и MacBook Pro 2012 года. Используя эти методы, можно установить macOS Big Sur на такие старые компьютеры, как MacBook Pro и iMac 2008 года, а также Mac Mini 2009 года, и она будет работать без сбоев с неметаллической графикой.

## Критика
Развертывание Big Sur сопровождалось рядом проблем. Обновление до первоначальной публичной версии Big Sur (версия 11.0.1) привело к поломке некоторых компьютеров, сделав их непригодными для использования. Многие из них были MacBook Pro 2013 и 2014 годов, хотя проблемы также наблюдались на MacBook Pro 2019 года и iMac того же года. Первоначальное развертывание также нарушило процесс нотаризации приложений Apple, вызвав замедление работы даже на устройствах, не работающих под управлением Big Sur. Пользователи также сообщали, что обновление было медленным или даже могло не установиться. Приложения macOS Catalina и Big Sur долго загружались из-за проблем с Gatekeeper.
Проблемы, связанные с пандемией COVID-19, привели к тому, что пользователям стало сложно посещать магазины Apple Store для ремонта своих компьютеров. Вскоре после этого Apple опубликовала ряд шагов, объясняющих, как можно восстановить эти компьютеры Mac.
Сообщалось, что некоторые приложения Apple, работающие на ранних версиях Big Sur, обходят брандмауэры, что вызывает проблемы с конфиденциальностью и безопасностью. Эта проблема была решена с выпуском macOS Big Sur 11.2, в которой был удален белый список для встроенных программ. В то же время эксперты по безопасности сообщили, что Big Sur будет проверять сертификат приложения каждый раз при его запуске, что снижает производительность системы. Были сообщения о том, что операционная система отправляет обратно в Apple хэш каждого запуска программы и время ее выполнения. Apple ответила, что этот процесс является частью усилий по защите пользователей от вредоносного ПО, встроенного в приложения, загруженные за пределами Mac App Store.
Некоторые пользователи сообщали о проблемах с подключением внешних дисплеев к компьютерам Mac под управлением Big Sur 11.1 и 11.2.
При обновлении Mac с версий 10.13, 10.14 и 10.15 до Big Sur процесс обновления мог зависнуть по, казалось бы, неясным причинам. Только полное восстановление системы из резервной копии могло решить эту проблему. В октябре 2021 года стало известно решение, которое требовало удаления до нескольких сотен тысяч избыточных временных файлов в системных папках. Проблема была исправлена в декабре 2021 года в установщике Big Sur 11.6.2 Full.

## Уязвимость
В 2021 году появились сообщения о двух вредоносных программах, которые заразили macOS и включали как код x86-64, так и ARM64. Первая была обнаружена в начале 2021 года. Вторая, Silver Sparrow, была обнаружена почти на 30 000 компьютеров Mac в феврале 2021 года.

## История релизов
Публичный выпуск macOS 11 Big Sur начался с версии 11.0.1 для Intel Mac. Версия 11.0 была предустановлена на кремниевых компьютерах Apple Mac, и Apple рекомендовала тем, у кого была эта версия, обновиться до 11.0.1.
|  | Предыдущая версия |  | Последний релиз |  | Текущая бета-версия |

| Версия  | Сборка  | Дата выхода      | Версия Darwin                                               | Примечания                     |
| ------- | ------- | ---------------- | ----------------------------------------------------------- | ------------------------------ |
| 11.0    | 20A2411 | 10 ноября 2020   | 20.1.0 xnu-7195.41.8~9                                      | Release notes Security content |
| 11.0.1  | 20B29   | 12 ноября 2020   | 20.1.0 xnu-7195.50.7~2                                      | Release notes Security content |
| 11.0.1  | 20B50   | 19 ноября 2020   | 20.1.0 xnu-7195.50.7~2                                      | Release notes Security content |
| 11.1    | 20C69   | 14 декабря 2020  | 20.2.0 xnu-7195.60.75~1                                     | Release notes Security content |
| 11.2    | 20D64   | 1 февраля 2021   | 20.3.0 xnu-7195.81.3~1                                      | Release notes Security content |
| 11.2.1  | 20D74   | 9 февраля 2021   | 20.3.0 xnu-7195.81.3~1                                      | Release notes Security content |
| 11.2.1  | 20D75   | 15 февраля 2021  | 20.3.0 xnu-7195.81.3~1                                      | Release notes Security content |
| 11.2.2  | 20D80   | 25 февраля 2021  | 20.3.0 xnu-7195.81.3~1                                      | Release notes                  |
| 11.2.3  | 20D91   | 8 марта 2021     | 20.3.0 xnu-7195.81.3~1                                      | Release notes Security content |
| 11.3    | 20E232  | 26 апреля 2021   | 20.4.0 xnu-7195.101.1~3                                     | Release notes Security content |
| 11.3.1  | 20E241  | 3 мая 2021       | 20.4.0 xnu-7195.101.2~1                                     | Release notes Security content |
| 11.4    | 20F71   | 24 мая 2021      | 20.5.0 xnu-7195.121.3~9                                     | Release notes Security content |
| 11.5    | 20G71   | 21 июля 2021     | 20.6.0 xnu-7195.141.2~5 Wed Jun 23 00:26:31 PDT 2021        | Release notes Security content |
| 11.5.1  | 20G80   | 26 июля 2021     | 20.6.0 xnu-7195.141.2~5 Wed Jun 23 00:26:31 PDT 2021        | Release notes Security content |
| 11.5.2  | 20G95   | 11 августа 2021  | 20.6.0 xnu-7195.141.2~5 Wed Jun 23 00:26:31 PDT 2021        | Release notes                  |
| 11.6    | 20G165  | 13 сентября 2021 | 20.6.0 xnu-7195.141.6~3 Mon Aug 30 06:12:21 PDT 2021        | Release notes Security content |
| 11.6.1  | 20G224  | 25 октября 2021  | 20.6.0 xnu-7195.141.8~1 Tue Oct 12 18:33:42 PDT 2021        | Release notes Security content |
| 11.6.2  | 20G314  | 13 декабря 2021  | 20.6.0 xnu-7195.141.14~1 Wed Nov 10 22:23:07 PST 2021       | Release notes Security content |
| 11.6.3  | 20G415  | 26 января 2022   | 20.6.0 xnu-7195.141.19~2 Wed Jan 12 22:22:42 PST 2022       | Release notes Security content |
| 11.6.4  | 20G417  | 14 февраля 2022  | 20.6.0 xnu-7195.141.19~2 Wed Jan 12 22:22:42 PST 2022       | Release notes                  |
| 11.6.5  | 20G527  | 14 марта 2022    | 20.6.0 xnu-7195.141.26~1 Tue Feb 22 21:10:41 PST 2022       | Release notes Security content |
| 11.6.6  | 20G624  | 16 мая 2022      | 20.6.0 xnu-7195.141.29~1 Tue Apr 19 21:04:45 PDT 2022       | Release notes Security content |
| 11.6.7  | 20G630  | 9 июня 2022      | 20.6.0 xnu-7195.141.29~1 Tue Apr 19 21:04:45 PDT 2022       | Release notes                  |
| 11.6.8  | 20G730  | 20 июля 2022     | 20.6.0 xnu-7195.141.32~1 Tue Jun 21 20:50:28 PDT 2022       | Release notes Security content |
| 11.7    | 20G817  | 12 сентября 2022 | 20.6.0 xnu-7195.141.39~2 Mon Aug 29 04:31:06 PDT 2022       | Release notes Security content |
| 11.7.1  | 20G918  | 24 октября 2022  | 20.6.0 xnu-7195.141.42~1 Thu Sep 29 20:15:11 PDT 2022       | Release notes Security content |
| 11.7.2  | 20G1020 | 13 декабря 2022  | 20.6.0 xnu-7195.141.46~1 Sun Nov 6 23:17:00 PST 2022        | Release notes Security content |
| 11.7.3  | 20G1116 | 23 января 2023   | 20.6.0 xnu-7195.141.49~1 Fri Dec 16 00:35:00 PST 2022       | Release notes Security content |
| 11.7.4  | 20G1120 | 15 февраля 2023  | 20.6.0 xnu-7195.141.49~1 Fri Dec 16 00:35:00 PST 2022       | Release notes                  |
| 11.7.5  | 20G1225 | 27 марта 2023    | 20.6.0 xnu-7195.141.49.700.6~1 Thu Mar 9 20:39:26 PST 2023  | Release notes Security content |
| 11.7.6  | 20G1231 | 10 апреля 2023   | 20.6.0 xnu-7195.141.49.700.6~1 Thu Mar 9 20:39:26 PST 2023  | Release notes Security content |
| 11.7.7  | 20G1345 | 18 мая 2023      | 20.6.0 xnu-7195.141.49.701.3~1 Mon Apr 24 23:00:57 PDT 2023 | Release notes Security content |
| 11.7.8  | 20G1351 | 21 июня 2023     | 20.6.0 xnu-7195.141.49.701.4~1 Thu Jun 8 22:36:09 PDT 2023  | Release notes Security content |
| 11.7.9  | 20G1426 | 24 июля 2023     | 20.6.0 xnu-7195.141.49.702.12~1 Thu Jul 6 22:12:47 PDT 2023 | Release notes Security content |
| 11.7.10 | 20G1427 | 11 сентября 2023 | 20.6.0 xnu-7195.141.49.702.12~1 Thu Jul 6 22:12:47 PDT 2023 | Release notes Security content |